# Ranunculus ranunculinus
Ranunculus ranunculinus är en ranunkelväxtart som först beskrevs av Thomas Nuttall, och fick sitt nu gällande namn av Per Axel Rydberg. Ranunculus ranunculinus ingår i släktet ranunkler, och familjen ranunkelväxter. Inga underarter finns listade i Catalogue of Life.